# TJ Richardson
TJ Richardson (...) è un ex giocatore di football americano e allenatore di football americano statunitense che ha giocato come defensive back.

## Palmarès
- 1 Hungarian Bowl (Miskolc Steelers, 2016)